# Dudits Miklós
Dudits Miklós (Mátraszőlős, 1835. december 6. – Budapest, 1892. május 28.) homeopátiás orvos

## Élete
Tanulmányai befejezte után 1859-ben gyakorló orvos lett és ez évben mint tábori főorvos részt vett a francia-olasz hadjáratban, melynek befejeztével a pesti Rókus-kórházban segédorvos lett; ezután pedig Békés vármegyében telepedett le. 1870–1873-ig Majláth Antal grófnak, később (1880.) pedig Nádasdy Ferenc grófnak házi orvosa volt. 1866. és 1873-ban kolera-járvány-orvos, a belga királyi és a középponti életmentők társulatának tiszteletbeli tagja s magyarországi levelezője s a budapesti homoeopathiai társulat titkárja volt.

## Munkái
- A hasonszenvi gyógyászatnak alkalmazása a közéletben nem orvosok számára. Bpest, 1874. (2. kiadás. Uo. 1875.)
- Hasonszenvi házi orvos, nem orvosok számára. Uo. 1878. (2. kiadás.)

Szerkesztette az Életmentés és Egészség c. hetilapot 1875. jan. 4-től szept. 30-ig (a belga kir. és középponti életmentők társulatának megbizásából); a Hasonszenvi Közlönyt 1876. jan. 16-tól dec. 16-ig és 1879-ben mint az Élet melléklapját; Egészségi és Hasonszenvi Közlönyt 1878. jan. 1-től 1879. jan. 16-ig; az Életet 1879-ben; erőművi Gyógykezelés és Egészségi Útmutató c. havi szakfolyóiratot 1881. decz. 15. (Mutatványszáma), mindet Budapesten.
Irodalmi működését 1854-ben kezdette Candidat D. álnév alatt a Zeitschrift des oesterr. homöopathischen Vereins der Aezrte für physiologische Arzneiprüfungen c. folyóiratban ; 1861-ben rendes munkatársa volt a Horner által Gyöngyösön megjelent Hasonszenvi Közlönynek, melyből különösen kiemelendő az Extractum Cannabis indicae vizsgálata, mely kivonatban a drezdai Zeitschrift der homöopathischen Klinik c. lapban is megjelent; írt a Hasonszenvi Lapokba (1868. Gyógyszer- és méregtani tanulmányok).